# 八千代座

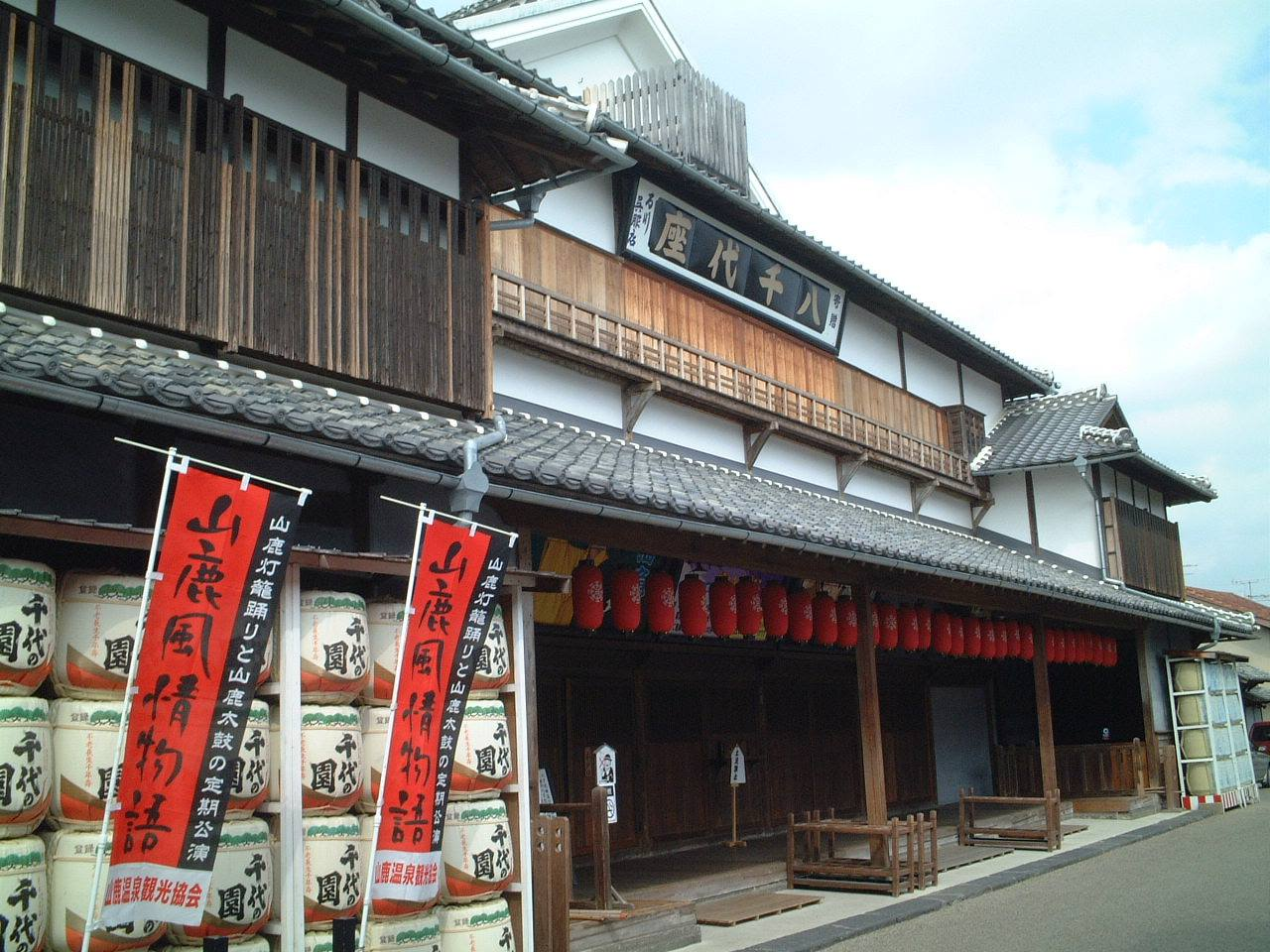
八千代座

八千代座為位於日本熊本縣山鹿市的歌舞伎劇場，建於明治時期的1910年，1988年被指定為國家重要文化財。隨後進行修復工程，於2001年修復完成。

## 历史

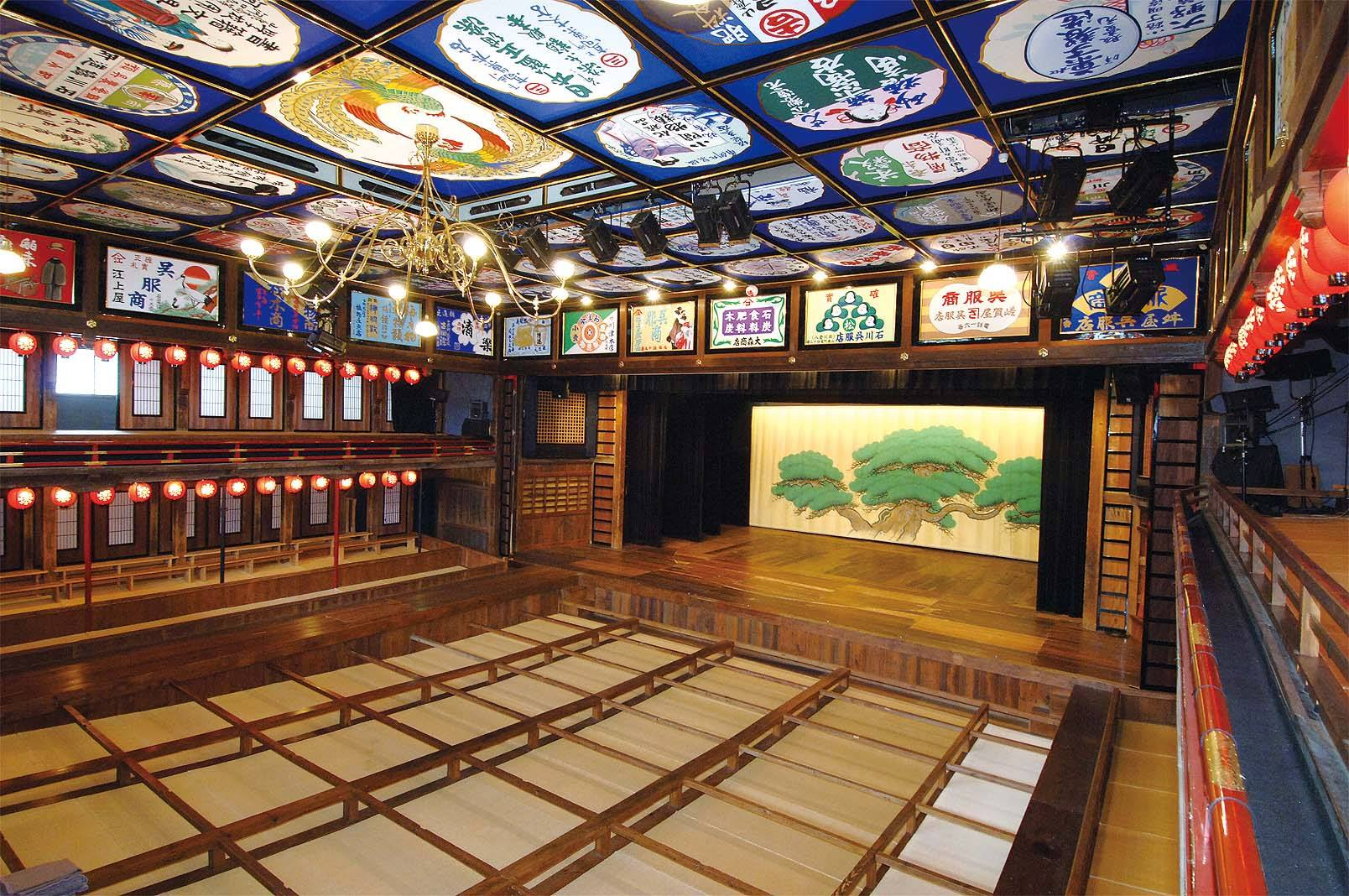
八千代座內部

山鹿過去由於為溫泉宿場，又位於菊池川和豐前街道的交界，成為物資的集散地。1910年，山鹿的商人們為發展當地，決定組成公會，以1股30日圓的價格募集籌建資金興建歌舞伎劇場。由當地船屋老闆，同時也是一名燈籠師的木村龜太郎設計。同年10月舉行開工儀式、12月竣工。
完工後，不管是歌舞伎、浪花節、新劇、邦樂、古典樂等，甚至小學的發表會都曾在此地舉辦。二次世界大戰後，由於電視、電影的興起，人們的娛樂開始多樣化；這樣的變遷，使得八千代座不得不於1973年（昭和48年）停止營業，1980年（昭和55年）捐贈給山鹿市。但由於缺乏維護，建築的已開始漏水、腐朽，建築物慢慢地被荒廢在一旁。
直至1986年（昭和61年）八千代座復興期成會成立，成員特別以中老年為主，開始展開了募集資金等復興活動。1989年（平成元年）對外開放參觀。1996年（平成8年）開始平成大修理。2001年（平成13年）5月舉辦竣工典禮。

## 建築
- 設計施工由當地居民進行。為木造2層建築、正面17.2公尺、側面25.8公尺。
  - 也有資料顯示正面寬度為29.49m、深度35.40m、總樓地板面積1487.4平方m。前舞台正面寬度13.38m、深度10.50m、旋轉舞台直徑8.45m、收容人數 約650名。
- 八千代座為歇山頂建築，瓦葺的主建築周圍設有瓦庇。內部有旋轉舞台和人力升降台等，現在仍然還可以使用。除此之外，還保有葡萄棚（位於舞台上方，有吊掛道具的功用）、天花板廣告、花道、棧敷席、桝席、奈洛等具有歌舞伎小屋特徵的設施。雖然構造基本上屬於傳統的木造建築，但使用了雙柱桁架的技術，支撐2樓的鐵柱、支撐旋轉舞台的德製鐵軌等西洋建築工法。旋轉舞台的鐵軌上，印有「KRUPP1910」的文字，為德國克虜伯鋼鐵公司的產品。

## 外部連結
- 八千代座官方網站（页面存档备份，存于） （日語）